# ریزگرد

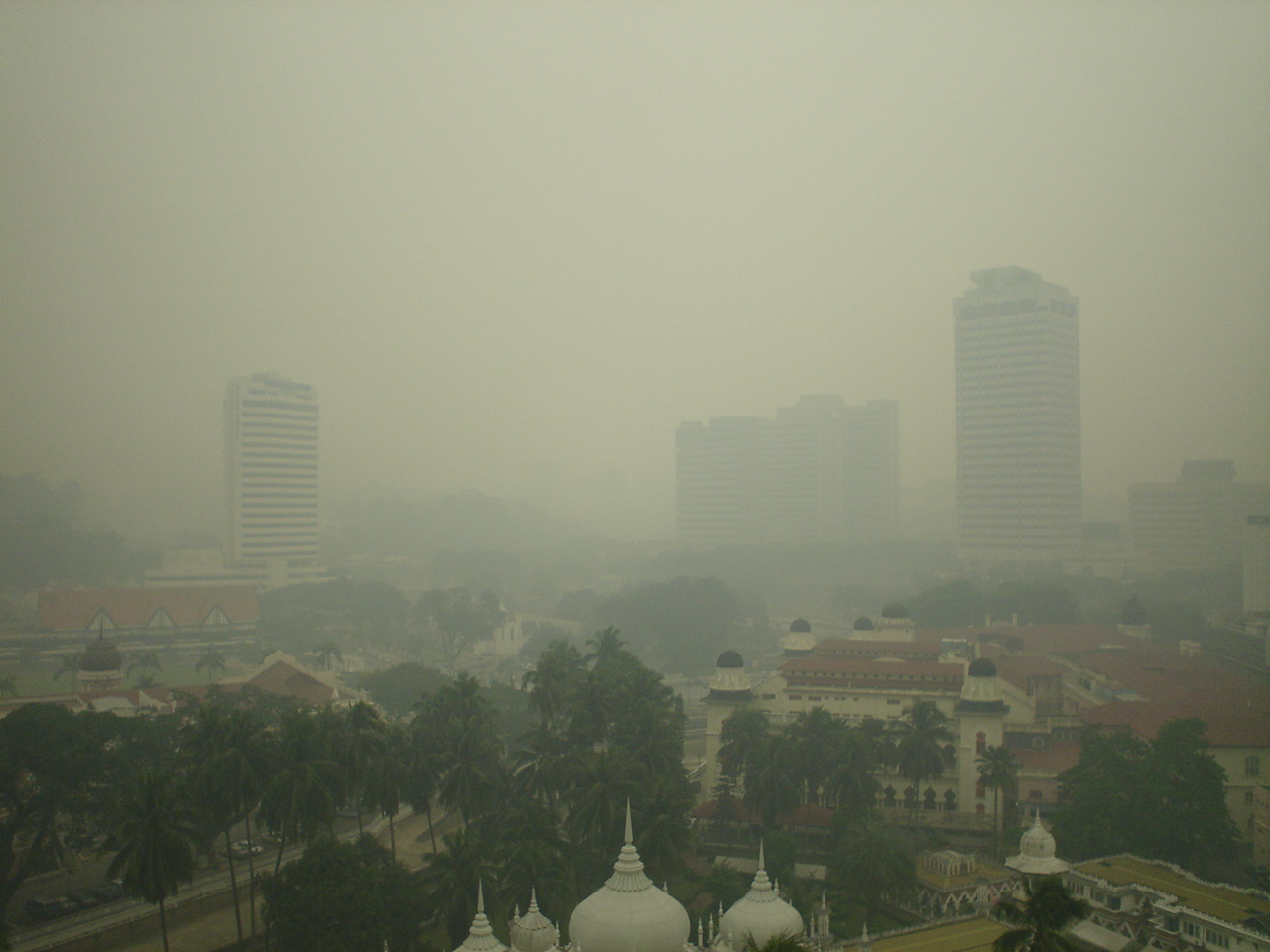
ریزگردها در کوالالامپور

ریزگرد پدیده‌ای جوی است و مجموعه‌ای است از گرد و غبار، دود و دیگر ذره‌های خشک معلق در هوا که باعث کدر شدن آسمان و در اغلب موارد سبب کاهش دید نیز می‌شوند. خاستگاه ریزگرد آلاینده‌های صنعتی، آمدوشد خودروها، آتش‌سوزی جنگل‌ها، گسترش بیابان‌ها، شخم زدن زمین در آب‌وهوای خشک و … است.
ریزگرد اغلب زمانی رخ می‌دهد که ذرات گردوغبار و دود در هوای خشک افزایش یابد.
در ادبیات هواشناسی، کلمه غبار به‌طور کلی برای نشان دادن آئروسل‌های کاهش دهنده دید از نوع مرطوب استفاده می‌شود. این نوع آئروسل‌ها معمولاً از واکنش‌های شیمیایی پیچیده‌ای به‌وجود می‌آیند که در اثر تبدیل گازهای دی‌اکسید گوگرد در هنگام احتراق به قطرات کوچک اسید سولفوریک تبدیل می‌شوند. واکنش‌ها در حضور نور خورشید، رطوبت نسبی زیاد و جریان راکد هوا افزایش می‌یابد. به نظر می‌رسد که یک جز کوچک از آئروسل‌های مبهم مرطوب از ترکیبات آزاد شده توسط درختان، مانند ترپن‌ها حاصل شود. به همه این دلایل، غبار مرطوب در درجه اول یک پدیده در فصل گرم است. ممکن است هر تابستان مناطق وسیعی از مه و غبار با هزاران کیلومتر مساحت تولید شود.

## آلودگی هوا

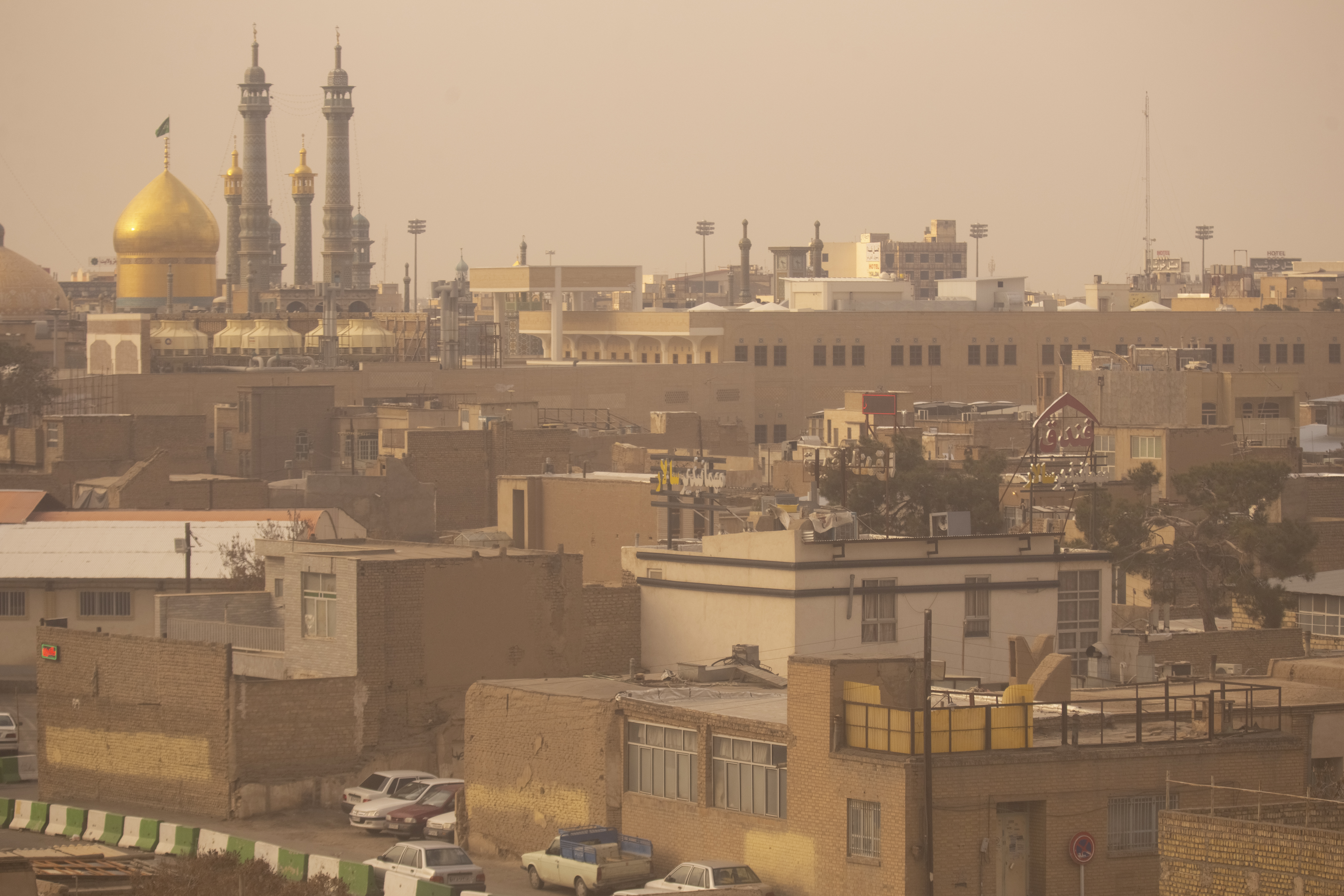
شهر قم در یک روز آلوده پر گرد و غبار

ریزگرد اغلب زمانی رخ می‌دهد که ذرات گرد و غبار و دود در هوای نسبتاً خشک جمع شوند. وقتی شرایط آب و هوایی مانع پخش دود و سایر آلاینده‌ها می‌شود، آنها متمرکز شده و یک کفن معمولاً کم آویز را تشکیل می‌دهند که دید را مختل می‌کند و ممکن است به تهدیدی برای سلامت تنفس تبدیل شود. آلودگی صنعتی می‌تواند منجر به مه آلودگی متراکم شود که به مه دود معروف است.
از سال ۱۹۹۱، مه آلودگی به ویژه در جنوب شرقی آسیا یک مشکل حاد است. منبع اصلی مه، آتش‌سوزی در سوماترا و بورنئو بوده‌است. در پاسخ به مه آلود جنوب شرقی آسیا در سال ۱۹۹۷، کشورهای اتحادیه جنوب شرق آسیا در مورد یک برنامه اقدام منطقه ای ریزگرد (۱۹۹۷) توافق کردند. در سال ۲۰۰۲، همه کشورهای اتحادیه جنوب شرق آسیا توافق‌نامه آلودگی برون مرزی را امضا کردند، اما آلودگی هنوز هم یک مشکل است. بر اساس این توافق‌نامه، دبیرخانه اتحادیه جنوب شرق آسیا میزبان یک واحد هماهنگی و پشتیبانی است. در طی مه سال ۲۰۱۳ آسیای جنوب شرقی، سنگاپور با داشتن شاخص ۳ ساعته آلودگی به رکورد ۴۰۱ رسید.
در ایالات متحده، برنامه نظارت از محیط‌های بینایی محافظت شده (IMPROVE) به عنوان یک تلاش مشترک بین سازمان حفاظت محیط زیست ایالات متحده و خدمات پارک ملی به منظور ایجاد ترکیب شیمیایی مه در پارک‌های ملی و ایجاد اقدامات کنترل آلودگی هوا در به منظور بازگرداندن دید به سطح قبل از صنعت ایجاد شد.علاوه بر این، قانون هوای پاک ایجاب می‌کند که در ۱۵۶ منطقه کلاس یک فدرال واقع در سراسر ایالات متحده، هرگونه مشکل دید فعلی برطرف شده و از مشکلات دید آینده جلوگیری شود. لیست کاملی از این مناطق در وب سایت EPA موجود است.